# Рієка
Ріє́ка, Ріка (хорв. Rijeka хорватська вимова [rijěːka] ( прослухати), чакав. Rika, Reka, словен. Reka [réka], італ. Fiume італійською: [ˈfjuːme] ( прослухати), угор. Fiume, заст. нім. Sankt Veit am Flaum) — місто в Хорватії, третє за розмірами місто держави після столиці — Загреба і Спліта. Знаходиться в північній частині Далмації, біля півострова Істрія. 80 % населення — хорвати. Назва міста перекладається на українську як «річка».
Рієка є центром жупанії Примор'є-Горські Котар.

## Загальні дані
Місто лежить у гирлі річки Р'єчини (або Фіумари) в Речську (або Фіумську) затоку, що є частиною затоки Кварнер Адріатичного моря. Історично і досі Рієка — найбільший хорватський порт, як вантажний, так і пасажирський.
Головний прибуток міста — порти, судобудування (верфі належать 3. Май) і туризм.

## Транспорт

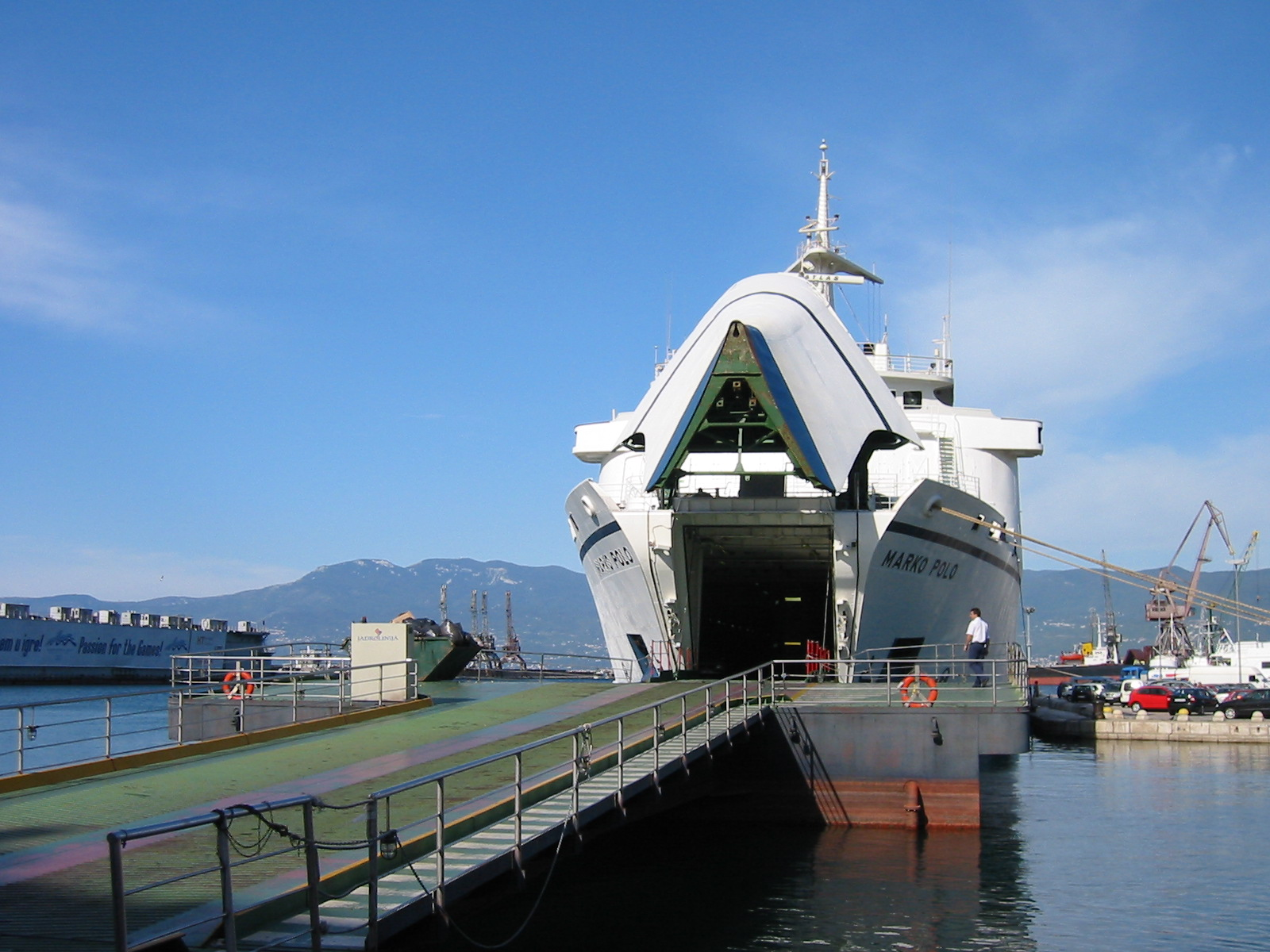
Пором в Рієцькій гавані

Рієка пов'язана постійним автобусним сполученням з усіма найбільшими містами Хорватії, Словенії, Італії і деякими європейськими столицями. Місто пов'язано шосе зі столицею, Істрією, Словенією, островом Крк, а також далматинськими містами.
Місто має поромне сполучення з найближчими островами, а також із Задаром, Сплітом і Дубровником вздовж далматинського узбережжя.
Через Рієку проходить залізниця Загреб-Рієка-Пула.
Рієка є найбільшим портом в Хорватії. У 2006 році було перевантаженно близько 11 млн тонн вантажів.
Будівництво автобану A6 Загреб-Рієка було завершено в 2004 році, скорочення шляху до Словенії завдяки автобану A7, було завершено в тому ж році. Рієка має доступ до A8/A9 Істрійський Y завдяки Учкинському тунелю. Складний проєкт з високою пропускною здатністю майже готовий до експлуатації. Східна половина цього проєкту була здана 15 липня 2006 року, і складніша західна половина мала відкритись у 2008.
За 30 км від міста на острові Крк розташований міжнародний аеропорт. У 2005 році він прийняв 130000 пасажирів, у 2008 році має прийняти 250000 осіб. З островом Крк далматинське узбережжя біля Рієки пов'язано мостом завдовжки 1430 метров.
Рієка має добре залізничне сполучення з усією Хорватією та міжнародними залізницями. Повністю електрифікована лінія з'єднує Рієку з Загребом, а далі з Копривницею, на угорському кордоні, в рамках міжнародного коридору 5b. Рієка також з'єднана з Трієстом і Любляною окремою електрифікованою залізницею, яка йде на північ від міста. Транспортний законопроєкт, прийнятий парламентом Хорватії в липні 2006 року, передбачав початок будівництва вздовж коридору 5b першої в Хорватії високошвидкісної залізниці, зі швидкістю потяга до 250 км/год. Будівництво нової залізниці розпочалось в 2007 році і має завершитись до 2013 року. Мандрівка із Загреба до Рієки, після закінчення будівництва, має тривати 1 годину, замість сьогоднішніх 2 годин. Рієка з'єднана прямим потягом з Мюнхеном в Німеччині та з австрійським Зальцбургом.

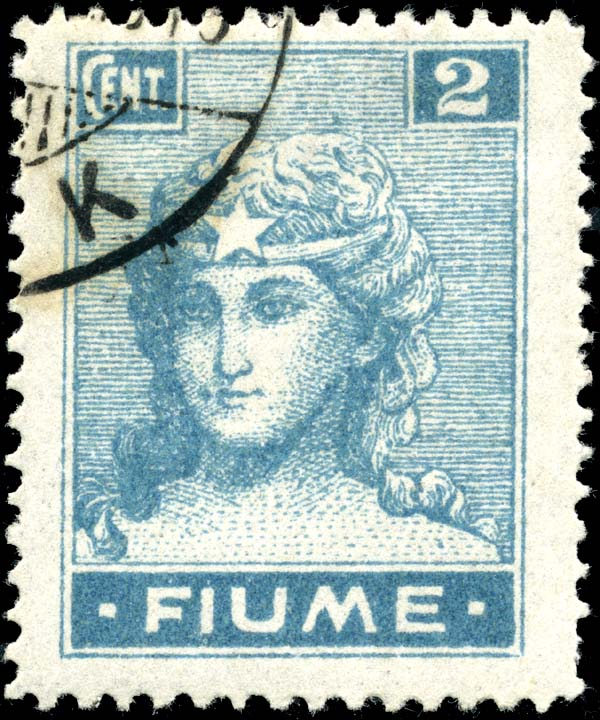
Марка незалежної держави Фіуме (Ф'юме) часів правління д'Аннунціо (1919)

## Історія

### Античні часи і середньовіччя
В районі міста розташовані численні неолітичні поселення. В доримський період були засновані кельтське поселення Тарсатика (сучасний Трсат, частина Рієки) і поселення моряків Лібурнія. Довгий час місто зберігало свій подвійний статус.
В I сторіччі до Р. Х. ці поселення з околицями були завойовані римлянами.
Після падіння Західної Римської імперії місто захопили готи і лангобарди, пізніше воно приєдналося до франкського королівства.
В VII сторіччі сюди прийшли слов'яни, змішавшись з місцевим романським населенням.
Місто входить до складу хорватського королівства, а пізніше до об'єднаної хорватсько-угорської держави, а в 1466 році увійшло до складу австрійських Габсбургів, де він називався Фіуме, або Ф'юме (італійцями і угорцями) або Флаум (австрійцями).
Середньовічне місто Рієка було оточено муром і, таким чином, було феодальною фортецею. Фортеця була в центрі міста, на своїй найвищий точці.

### Під владою Габсбургів

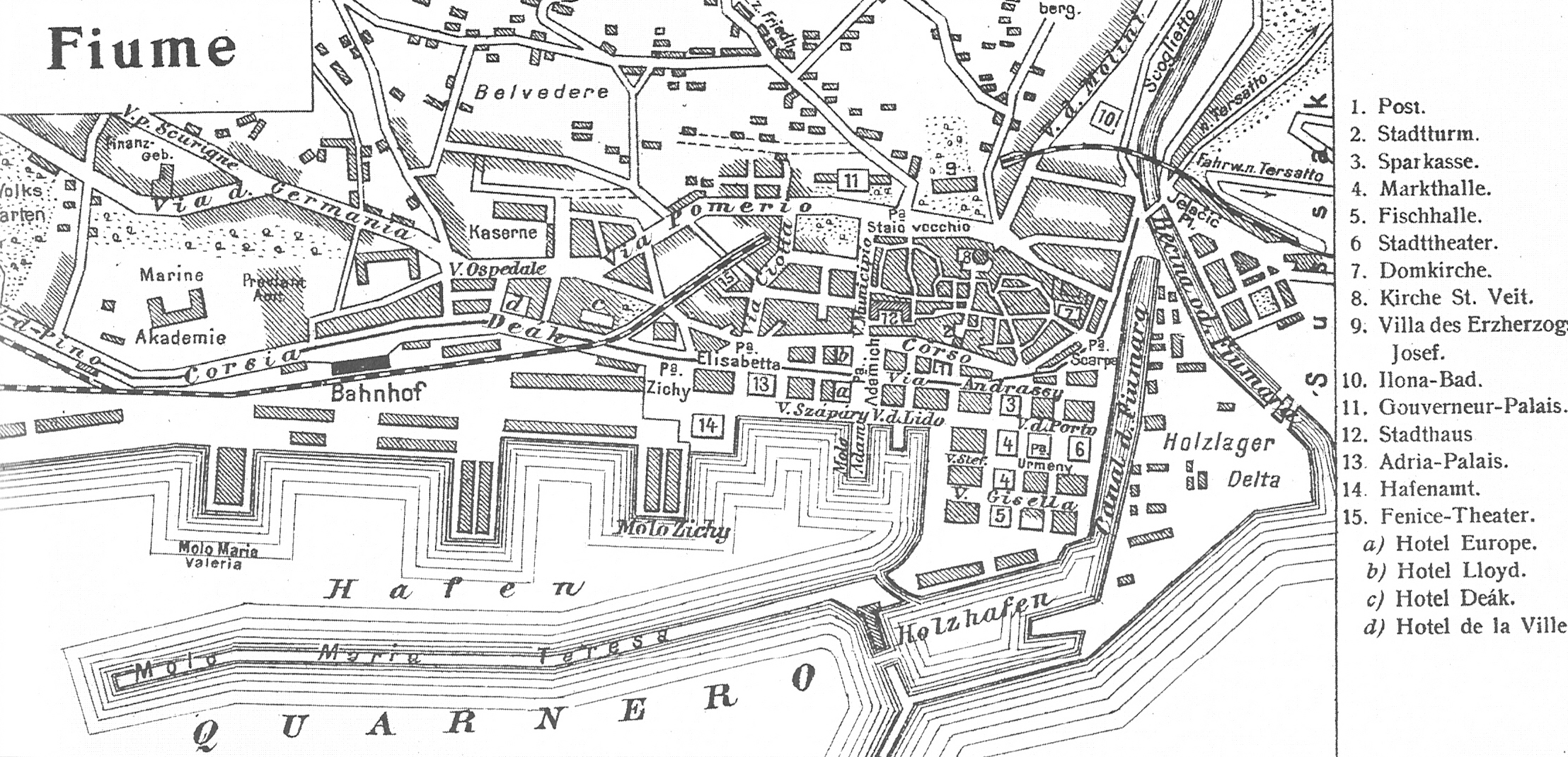
Рієка і околиці у 1900

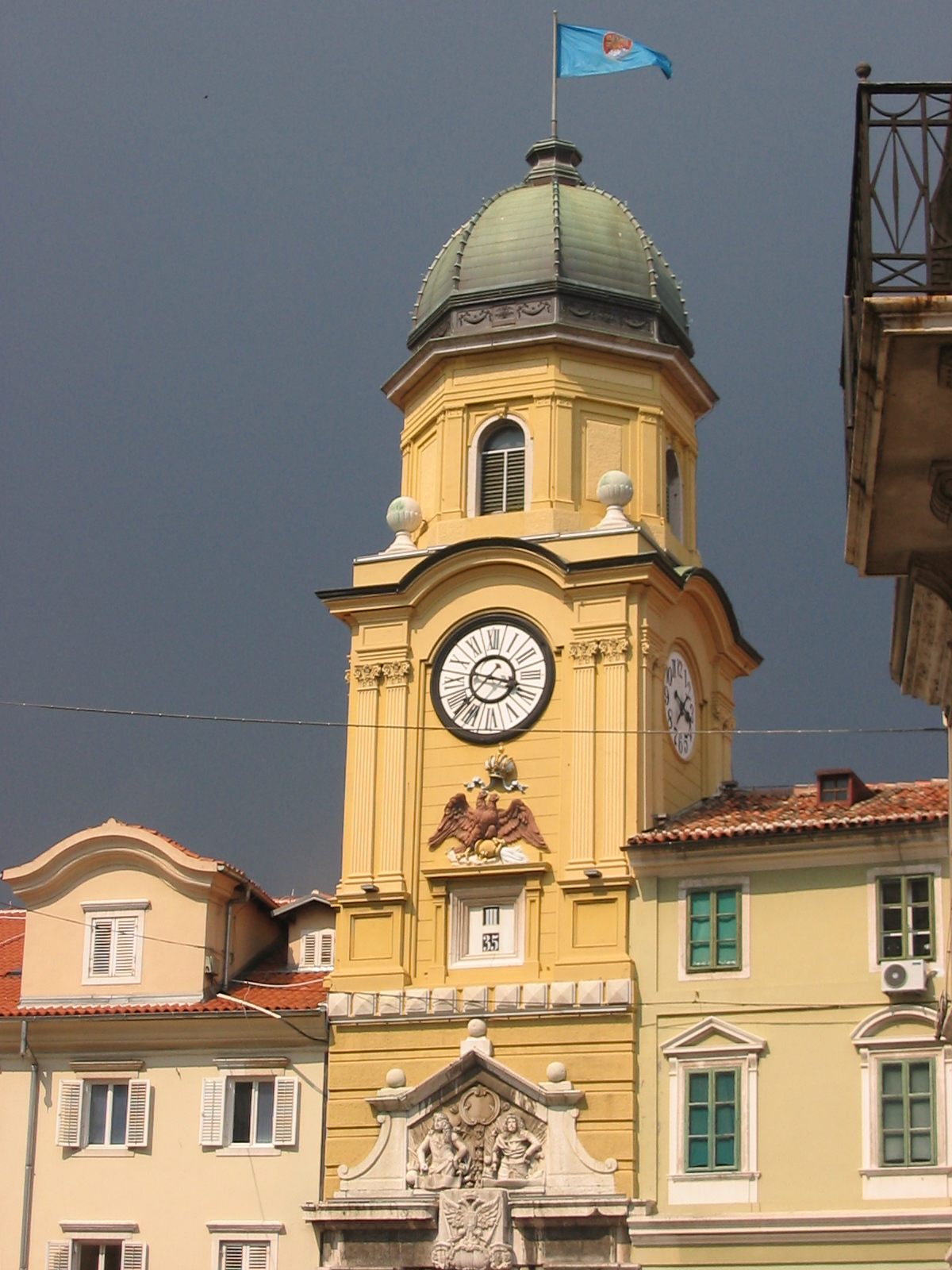

В складі габсбурзької імперії, а надалі в Австро-Угорщині, місто перебувало до Першої Світової війни, за виключенням періоду 1805—1813 рр., коли місто було окуповане наполеонівськими військами.
В XV — XVIII сторіччях Фіуме мав велике значення для габсбурзької імперії, і був єдиним портом на Адріатиці, в той час як Істрія і майже вся Далмація належали Венеційській республіці. Всі спроби венеційців захопити Фіуме скінчились нічим.
Місто і порт не втратили своїх провідних позицій і після закінчення наполеонівських війн, коли до імперії були приєднанні колишні венеційські володіння.
В складі Австро-Угорщини за місто, в силу його важливості, йшла уперта боротьба. Воно багато раз переходило від Австрії до Угорщини і Хорватії (що мала конституційну автономію в складі Угорщини). В 1870 р. Фіуме остаточно перейшло до Угорщини, ставши єдиним угорським морським портом. Між Трієстом, що належав Австрії і угорським Фіуме розгорнулось принципова конкуренція.
Великий розвиток порту, загальне розширення міжнародної торгівлі і зв'язок міста (1873) з угорською і австрійською залізницею сприяло швидкому зростанню населення, з 21000 в 1880 році до 50000 в 1910 році.

### Фіуме-Рієка в XXст.
Після першої світової війни місто стало приводом суперечки між Італією (до якої відійшла Істрія) і Королівством сербів, хорватів і словенців, пізніше Королівством Югославія, до складу якої увійшла Далмація. Обидві держави вважали Рієку-Фіуме власною територією. Паризькі мирні переговори про майбутнє міста, що тривали перші 9 місяців 1919 року, були перервані у вересні несподіваним захопленням міста нерегулярними частинами італійського націоналіста і відомого поета Габріеле д'Аннунціо, який проголосив Фіуме вільною державою і затвердив утопічно-соціалістичну (з елементами фашизму) конституцію нової республіки.
Надалі Фіуме-Рієка по Рапальському договору було оголошено вільним містом (1920—1924), на нього претендували Італія та Югославія. В 1921 д'Аннунціо поновив військові дії і знов захопив Фіуме; в 1924 місто було анексовано фашистською Італією. Слов'янське населення міста в цей час зазнало переслідувань і асиміляції.
В 1945 Рієка була окупована югославськими військами і офіційно була приєднана до СФРЮ в 1947; цього разу більшість італійського населення покинула місто, а ті, що залишились, зазнали утисків.
З 1991 в складі Хорватії.

## Населення
Населення громади за даними перепису 2011 року становило 128 624 осіб, 37 з яких назвали рідною українську мову. Населення самого міста становило 128384 осіб.
Динаміка чисельності населення громади:
Динаміка чисельності населення міста:

## Населені пункти
Крім міста Рієка, до громади також входить Светий Кузам.

## Клімат
Середня річна температура становить 14,14 °C, середня максимальна — 27,08 °C, а середня мінімальна — 1,58 °C. Середня річна кількість опадів — 1393 мм.
| Клімат міста                                  | Клімат міста | Клімат міста | Клімат міста | Клімат міста | Клімат міста | Клімат міста | Клімат міста | Клімат міста | Клімат міста | Клімат міста | Клімат міста | Клімат міста | Клімат міста |
| Показник                                      | Січ.         | Лют.         | Бер.         | Квіт.        | Трав.        | Черв.        | Лип.         | Серп.        | Вер.         | Жовт.        | Лист.        | Груд.        |              |
| Середній максимум, °C                         | 10,30        | 10,90        | 13,62        | 16,62        | 21,48        | 24,96        | 27,00        | 27,08        | 22,88        | 18,26        | 13,50        | 10,48        |              |
| Середня температура, °C                       | 5,92         | 6,52         | 9,28         | 12,24        | 17,12        | 20,58        | 23,46        | 23,54        | 19,34        | 14,70        | 9,94         | 6,98         |              |
| Середній мінімум, °C                          | 1,58         | 2,16         | 4,92         | 7,88         | 12,78        | 16,20        | 19,92        | 20,02        | 15,82        | 11,16        | 6,44         | 3,40         |              |
| Норма опадів, мм                              | 118          | 92           | 100          | 103          | 91           | 106          | 63           | 91           | 140          | 177          | 168          | 144          |              |
| Середньомісячна швидкість вітру, м/с          | 2.70         | 2.86         | 2.90         | 2.74         | 2.50         | 2.40         | 2.40         | 2.40         | 2.46         | 2.70         | 2.94         | 2.92         |              |
| Середньомісячна сонячна радіація, кДж/м²·день | 4393         | 7160         | 10422        | 14938        | 19127        | 20654        | 21845        | 18840        | 13877        | 8913         | 4835         | 3669         |              |
| --------------------------------------------- | ------------ | ------------ | ------------ | ------------ | ------------ | ------------ | ------------ | ------------ | ------------ | ------------ | ------------ | ------------ | ------------ |
| Джерело:                                      |              |              |              |              |              |              |              |              |              |              |              |              |              |

## Пам'ятки

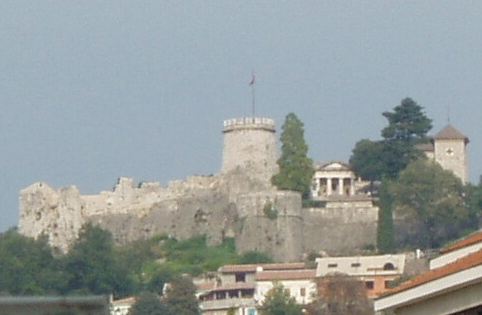
Замок Трсат

### Будови Рієки
- Міська вежа над входом в старе місто. Прикрашена старовинними барочними годинниками
- Стара міська брама — залишки старовинного муру, що колись оточував місто
- Церква святих Фабіана і Себастьяна (Рієка)
- Церква Святого Віта (1638) — церков в стилі бароко, освячена на честь заступника Рієки
- Церков Святого Ієроніма (готика, 1408 р.), перебудована в 1768 р. в стилі бароко
- Церква Святого Миколая
- Коса вежа Рієки
- Пішохідна вулиця Корзо
- Торговий центр Кароліна Рієкська
- Турецький дім
- Палац Модело
- Палац Ядран
- Перший Хмарочос Рієки (на хорватському Небодер Рієки).
- Трсат
  - Сходи Петара Кружича
  - Замок Трсат, побудований на пагорбі на місці старовинного поселення.
  - Церква Богоматері Трсатської (XV століття)

## Освіта, наука і культура
- Рієцький університет

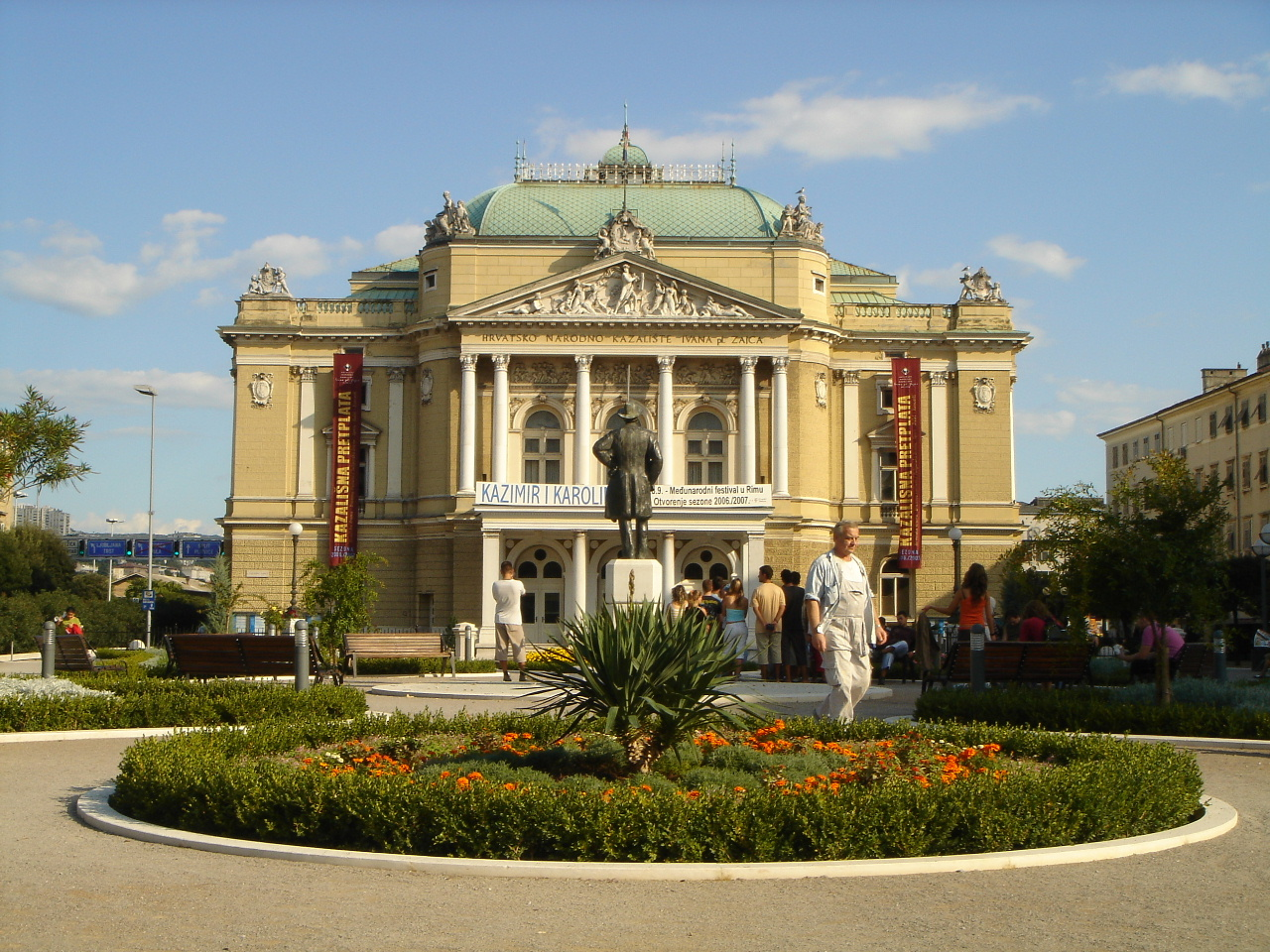
Хорватський національний театр у Рієці

- Хорватський національний театр імені Івана Зайца

## Міста—побратими
- Україна, Одеса
- Північна Македонія, Бітола
- Італія, Фаенца
- Італія, Есте
- Італія, Генуя
- Німеччина, Кельн
- Німеччина, Нойс
- Німеччина, Росток
- Словенія, Любляна
- Україна, Ялта
- Японія, Кавасакі
- Японія, Хіросіма

## Відомі люди
- Зоран Жмирич (* 1969) — хорватський письменник, музикант, колумніст.
- Алваро Начинович (хорв. Alvaro Načinović, 22 березня 1966) — хорватський гандболіст, олімпійський чемпіон.
- Еціо Лоїк (італ. Ezio Loik, 26 вересня 1919 — 4 травня 1949) — італійський футболіст, п'ятиразовий чемпіон Італії.
- Луїджі Оссойнак (1899—1990) — італійський футболіст,
- Ксенія Паїч (* 1961) — югославська та хорватська акторка.
- Марина Перазич (* 1958) — югославська та хорватська співачка.
- Катаріна Соломун (* 1976) — хорватська письменниця, перекладачка, редакторка.
- Ана Віленіца (* 1978) — хорватська акторка театру, кіно і телебачення.